# Nhà Auersperg
Nhà Auersperg (tiếng Slovenia: Auerspergi hoặc Turjaški) là một gia đình quý tộc người Áo-Hung, từng nắm giữ các điền trang trong Đế chế La Mã Thần thánh. Gia tộc Auersperg có nguồn gốc là một nhánh cấp dưới của dòng dõi Auersperg từ Carniola, một trong những công quốc Habsburg cha truyền con nối ở vùng ngày nay là Slovenia. Auersperg được nâng lên thành thân vương vào năm 1653, và họ trở thành thân vương với "quyền hoàng gia trực tiếp" của Đế chế La Mã Thần thánh vào năm 1664. Các Thân vương xứ Auersperg cũng nhiều lần nắm giữ các công quốc Münsterberg và Gottschee. Lãnh thổ của họ đã được hòa giải bởi Đế quốc Áo và Đại công quốc Baden vào năm 1806, và gia đình này được coi là quý tộc cao cấp (một trong những Nhà hòa giải, hay các gia đình có chủ quyền trước đây).